# Тахмасиб, Рза Аббас-кули оглы
Рза Аббас-кули оглы Тахмаси́б (1894—1980) — азербайджанский советский актёр и режиссёр театра и кино, театральный педагог. Народный артист Азербайджанской ССР (1966). Лауреат Сталинской премии второй степени (1946).

## Биография
Тахмасиб родился 8 (20) апреля 1894 года в Нахичевани Российской империи. Работал школьным учителем в Баку.
С 1910 года — актёр и режиссёр театров Тифлиса, Еревана, Нахичевани.
В 1919—1922 годах учился на восточном, в 1923—1924 годах — на педагогическом факультете Азербайджанского университета.
С 1920 года в Бакинском театре имени М. Азизбекова (в 1922—1924, 1937—1938 и 1953—1959 годы — директор и художественный руководитель).
В 1937 году окончил режиссёрский факультет ВГИКа. Работал на Бакинской киностудии. Преподавал в АзТИ имени М. А. Алиева и Азербайджанской консерватории. Профессор (1947). Член ВКП(б) с 1949 года.
Автор статей о театре. Перевёл на азербайджанский язык книгу К. С. Станиславского «Моя жизнь в искусстве» и пьесу А. Н. Островского «Без вины виноватые».
Тахмасиб умер 14 февраля 1980 года.

## Фильмография

### Режиссёрские работы
- 1937 — Одна из одиннадцати (док.)
- 1941 — Сабухи (с А. И. Бек-Назаровым)
- 1943 — Одна семья (с Г. В. Александровым и М. Ю. Микаиловым)
- 1945 — Аршин мал алан (с Н. М. Лещенко)
- 1950 — Огни Баку (с А. Г. Зархи и И. Е. Хейфицем)
- 1957 — Так рождается песня (с М. Микяиловым)
- 1959 — Можно ли его простить?

### Роли в кино
- 1936 — Алмас
- 1947 — Фатали-хан — Агаш-хан
- 1950 — Огни Баку — Мир Джафар Багиров
- 1968 — Именем закона — Калош
- 1971 — Главное интервью — Джебраил
- 1974 — В Баку дуют ветры — Шахмар-бек

## Награды и премии
- Сталинская премия второй степени (1946) — за фильм «Аршин мал алан» (1945)
- Заслуженный деятель искусств Азербайджанской ССР (1946)
- Народный артист Азербайджанской ССР (1966)
- Орден «Знак Почёта» (1946)
- Почётная грамота Президиума Верховного Совета Азербайджанской ССР (19 апреля 1979)[1]
- Почётная Грамота Президиума Верховного Совета Азербайджанской ССР (1 июня 1974)[2]